# 威爾遜鎮區 (阿肯色州波普縣)
威爾遜鎮區（英語：Wilson Township）是位於美國阿肯色州波普縣的一個行政鎮區。

## 地方資料
根據2010年美國人口普查的數據，威爾遜鎮區的面積為153.70平方千米，當中陸地面積為145.90平方千米，而水域面積為7.80平方千米。當地共有人口4774人，而人口密度為每平方千米31人。